# Bruce Almighty
Bruce Almighty (literalment en català: "Bruce Totpoderós") és una pel·lícula còmica estatunidenca de l'any 2003, dirigida per Tom Shadyac i escrita per Steve Koren, Mark O'Keefe i Steve Oedekerk. La protagonitzen Jim Carrey, Morgan Freeman i Jennifer Aniston.

## Argument
En Bruce Nolan (Jim Carrey) és un reporter de noticiari insatisfet amb la seva feina que vol ser en presentador de notícies. Espera un ascens que li és negat i és donat al seu company de feina i enemic Evan Baxter (Steve Carell). Per això, empipat, comença a insultar els seus entrevistats. El fan fora de la feina, i després d'alguns incidents en Nolan es queixa i crida contra Déu. En Bruce és contractat pel mateix Déu (Morgan Freeman), que li dona poders perquè faci millor la feina. En Bruce abusa dels poders, però després s'adona que també ha d'ajudar la gent. A més a més, la relació amb la seva promesa, la Grace (Jennifer Aniston), té problemes per culpa del comportament d'en Bruce, que no li fa gaire cas. Finalment, en Bruce s'assabenta que només Déu ha de tenir aquests poders.